# アイナー・アーロン・スワン
アイナー・アーロン・スワン（Einar Aaron Swan、1903年3月20日 - 1940年8月8日）は、アメリカ合衆国のミュージシャン、アレンジャー、作曲家、作詞家。

## 生い立ちと仕事
本名はアイナー（アイノ）・ウィリアム・スワン。
世紀の変わり目に米国に移住したフィンランド人の両親の9人の子供の二番目だった。マサチューセッツ州生まれ。彼の父は熱心なアマチュアのミュージシャンだった。スワンはヴァイオリン、クラリネット、サクソフォーンとピアノを習得。
16歳で彼はすでに彼自身のダンス・バンド「Swanie Serenaders」を持ち、3年間、マサチューセッツ州をツアーした。主な楽器はヴァイオリンだったが、この期間にアルト・サクソフォーンに替えた。
1924年頃、バンドリーダーのサム・ラニンはニューヨークの有名なクラブ「ローズランド・ボールルーム」の楽団にスワンを加えコルネット奏者として一流のレッド・ニコルズおよびチャールストン・チェイサー、ヴィック・ベルトン（ドラム）、ジョー・タート（チューバ）などと共演させた。スワンはすぐに作曲とオーケストラのための編曲を開始。彼はまた「ローズランド・ボールルーム」でフレッチャー・ヘンダーソンのオーケストラを助けた。
ラニンのバンドで5ヶ月を過ごし、ヴィンセント・ロペスの1925年のバンドでイギリスのツアーに行った。その後、マイク・モジエロ、ザビア・クガート、彼の昔のバンド仲間のジョー・タートとバンドを結成。
その後まもなく、バーハーバー・オーケストラがスワン作曲の「夢の道」をリリース。ラジオ番組を担当し、1930年にミュージシャンとしての活動を停止し、アレンジに集中。エディ・カンター、デイヴ・ルビノフ、レイモンド・ペイジなどとコラボした。
1931年に彼は「ウェン・ユア・ラヴァー・ハズ・ゴーン」を書き、ジェームズ・キャグニーの映画『ブロンド・クレイジー』（1931年）で紹介された。同歌はヒットし、リー・ワイリー、ルイ・アームストロング、レイ・チャールズ、エセル・ウォーターズ、ビリー・ホリデイ、サラ・ヴォーンやフランク・シナトラが歌った。
1939年、彼の「夢の途中 (In the Middle of a Dream)」はトミー・ドーシーとアル・スティルマン、グレン・ミラーとレッド・ノーヴォによって録音された。
1940年にニューヨーク州グリーンウッドレイクにて、脳出血で死去。37歳という早すぎる死だった。

## 代表作
- "White Ghost Shivers"
- "Trail of Dreams" (1926年)
- "When Your Lover Has Gone" (1931年)
- "In the Middle of a Dream" (1939年) ※アル・スティルマン作詞、トミー・ドーシー&アイナー・アーロン・スワン作曲

### 参考
- Sven Bjerstedt: Who was Einar Swan? - A study in jazz age fame and oblivion (2006) (published online by SFHS, The Swedish-Finn Historical Society [1])

1. ↑  http://finlander.genealogia.fi/sfhswiki/bilder/Swan.pdf